# DB 406
DB 406(DB-Baureihe 406)은 도이체 반에서 운영하는 고속철도 차량인 ICE 3의 차량 형식 중 하나이다. 403형을 기반으로 국제선 운행이 가능하게 재설계한 것이다. 총 17편성이 생산되었다. ICE 3M 차량은 암스테르담과 브뤼셀에서 독일로 향하는 노선에 투입되며, 네덜란드 철도에서 3편성을 소유하고 있다. 프랑스 방면 ICE 노선 재조정 이후 DB 407 차량이 프랑스 방면으로 투입되면서 독일 국내선에도 사용되고 있다.
8량 편성 전체 길이는 200.84 m이며 2000년부터 운행을 시작했다. 설계 최고 속도는 330 km/h이며 403형과 더불어 독일 내에서 허용된 최고 속도가 가장 높은 차량이다. 독일 국내에서는 영업 최고 속도는 300 km/h이다. 4680-4685편성이 LGV 동선을 경유하여 프랑스로 운행할 때에는 영업 최고 속도가 320 km/h였다.
2007년부터 6편성이 프랑스 운행이 가능하도록 개수되었으며 이들은 ICE 3MF(406F형)로 불렸다. 407형 열차가 투입된 이후에는 2015년/2016년에 406형과 동일한 사양으로 개수되었고 이 과정에서 프랑스용 TVM430 보안 장치를 ETCS로 교체했다. 개수 후에는 2017년 초에 벨기에 운행 허가를 받았으며, 네덜란드 운행 허가는 취소되었다.

## 개요
DB 403 차량보다 더 높은 출력과 더 가벼운 열차를 제작한다는 목표로 설계되었다. 이를 위하여 기존 차량과는 달리 16개의 전동기를 열차 하부에 배치하는 동력 분산식으로 설계하였다. 시험 운행에서는 영업 최고 속도 시속 368km를 경신했고, 허용된 영업 최고 속도는 시속 330 km이다. 일반 ICE 서비스에서는 선로 한계 때문에 시속 300km지만 내며, 프랑스 LGV 에스트에서는 시속 320km까지 낼 수 있다.
별도의 기관차가 없기 때문에 선두차에도 좌석을 설치할 수 있으며, 운전실 바로 뒤에 유리벽으로 분리된 전망석이 설치되어 있다.
ICE 3M은 유럽에서 사용되는 4종류의 서로 다른 전력 시스템을 지원하며, 다양한 국가의 신호 시스템을 지원한다. 도이체 반에서 13편성, NS에서 4편성을 주문하여 총 17편성 제작되었고, 이 중 6편성은 프랑스에서도 운행할 수 있는 ICE 3MF로 개조되었다. NS 소유 차량은 NS 로고를 부착하고 있지만, 도이체 반과 공동으로 배차되기 때문에 독일 국내 서비스에 사용되기도 한다.
2002년 벨기에 직류 3kV 노선의 영업을 허가받았고, 최고 영업 속도는 160km까지 운행한다. 2004년에는 고속선 영업을 허가받았으며, 고속 운행 시 노반의 자갈이 튀는 문제와 와전류제동 문제가 발생하였기 때문에 초기에는 시속 250km까지 낼 수 있었다. 토네이도가 만들어져서 자갈이 딸려 올라와 열차를 파손시키는 문제를 막기 위해서 대차 부근에 스포일러가 추가되었다. 와전류제동 사용 시 자기를 사용하는 궤도상 장치가 파손되기 때문에 벨기에에서는 와전류제동을 사용할 수 없다. 유럽 연합의 상호 운행성 기술 표준에 의하여 자기를 사용하지 않는 장비로 교체해야 한다.
2005년 말부터 프랑스 운행을 위한 시운전을 시작했다. 벨기에와 비슷한 문제가 발생하였지만 LGV 에스트에서 2007년 6월 20일부터 영업 운행을 시작하였다. 2007년 12월부터 독일철도는 프랑크푸르트 ~ 파리 ICE 서비스를 시작하였고, 초기에는 1일 5회 왕복 운행하였다. 프랑스 운행을 위해서 수정된 편성은 ICE 3MF라고 불리며 봄바디어 헤닝스도르프 공장에서 개조되었다.
스위스에서는 운행 허가를 빨리 받았으나, 2006년 프랑스 TVM과 KVB와 간섭하는 ZUB와 Integra-Signum 시스템을 철거해서 운행 허가를 잃었다.

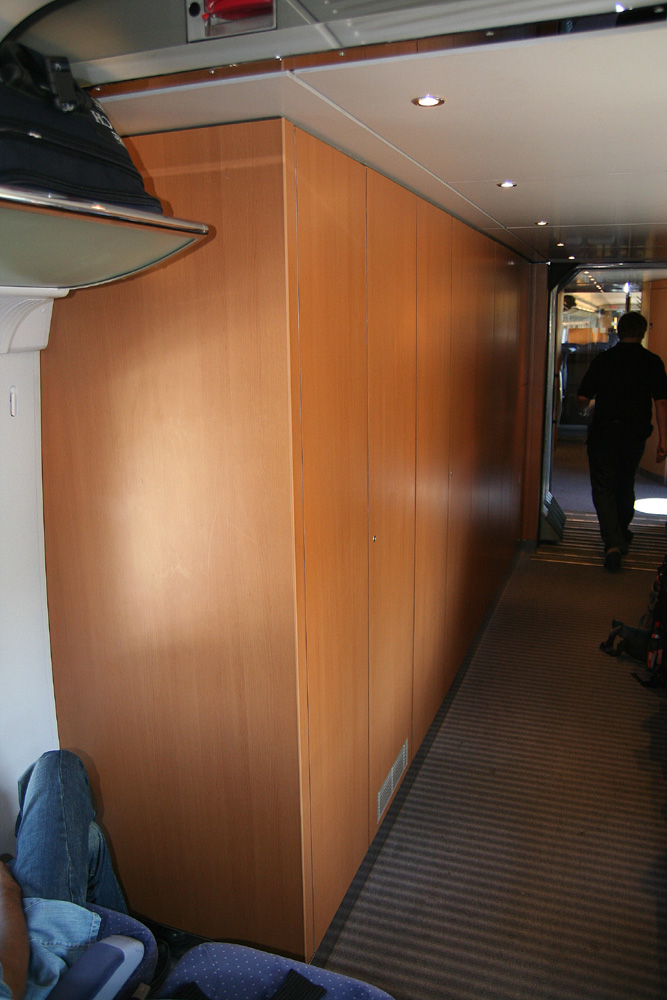
독일철도 406형 TVM
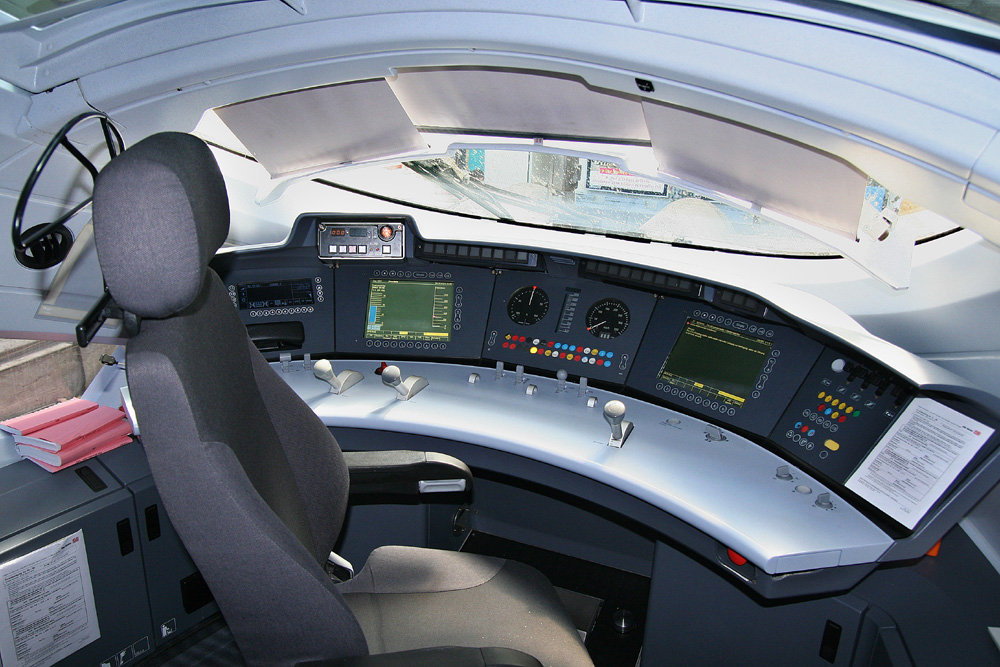
독일철도 406형 운전석
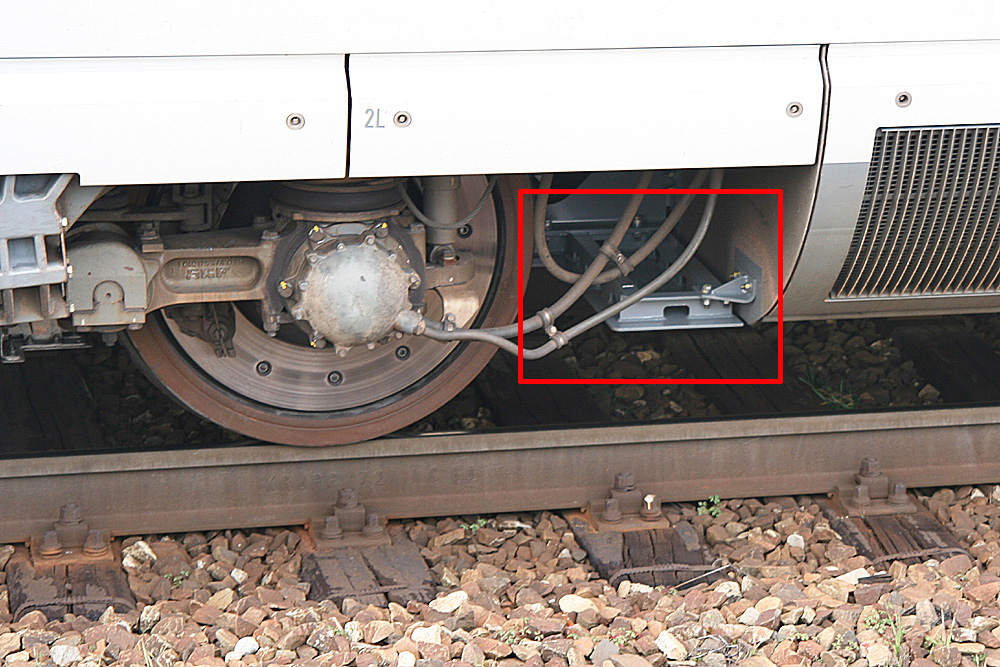
독일철도 406형 대차